# باكستان وأسلحة الدمار الشامل

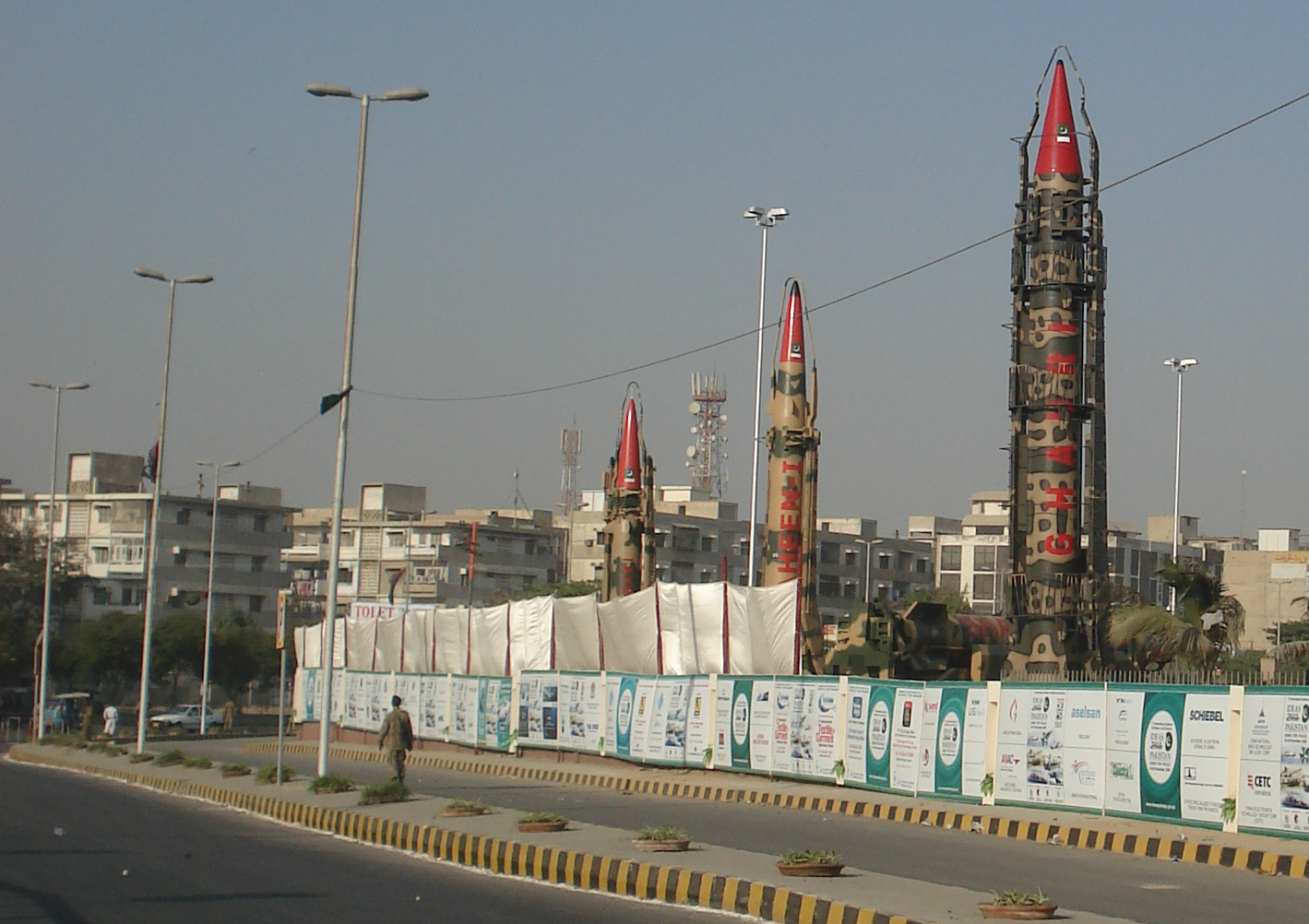
السلاح النووي لباكستان.

باكستان هي إحدى الدول التسعة التي تمتلك أسلحة نووية. شرعت باكستان في تطوير الأسلحة النووية في يناير 1972 في عهد رئيس الوزراء ذو الفقار علي بوتو الذي فوض إدارة البرنامج إلى منير أحمد خان -رئيس هيئة الطاقة الذرية في باكستان- مع التعهد بالانتهاء من تجهيز القنبلة النووية بحلول نهاية عام 1976. طلب بوتو من عبد القدير خان أن يغادر أوروبا متجهًا إلى باكستان في نهاية عام 1974 نظرًا إلى أن هيئة الطاقة الذرية (التي كانت تتألف من ما يزيد عن 20 مختبرًا ومشروعًا تحت إشراف مهندس القوة النووية منير أحمد خان) تأخرت عن الموعد المقرر وواجهت عدة صعوبات جسيمة في إنتاج المادة الانشطارية. وضح هوستون هود -بروفيسور هندسة الطيران والميكانيكا في جامعة فيرجينيا، تشارلوتسفيل- في مقالته عن أجهزة الطرد المركزي أن «أصعب خطوة في بناء الأسلحة النووية هي صناعة المادة الانشطارية». ولذا كان تطوير طريقة إنتاج المادة الانشطارية في مشروع كهوتة للأسلحة النووية ذا أهمية محورية في تطوير قدرة باكستان على تفجير القنابل النووية بحلول نهاية عام 1984.
بدأ العمل في مشروع كهوتة تحت إشراف لجنة تنسيق مسؤولة عن مراقبة نشاطات مختبرات كهوتة للأبحاث وهيئة الطاقة الذرية في باكستان. تألفت تلك اللجنة من: أفتاب غلام نبي قاضي (الأمين العام للنشاط المالي)، وغلام إسحاق خان (الأمين العام للدفاع)، وآغا شاهي (الأمين العام للعلاقات الخارجية)، وكُلفت تلك اللجنة بإرسال التقارير مباشرة إلى رئيس الوزراء. وقع اختيار غلام إسحاق خان والفريق تكا خان على المهندس العسكري اللواء سيد علي نواب لتوظيفه في المشروع. وفي النهاية انتقلت مهام الإشراف إلى الفريق زاهد علي أكبر خان في عهد الرئيس محمد ضياء الحق. نجح علماء مشروع كهوتة في تخصيب اليورانيوم بدرجة معتدلة لاستخدامه في إنتاج المادة الانشطارية بحلول أبريل 1978.
بدأ مشروع تطوير الأسلحة النووية في باكستان كرد فعل على خسارة باكستان الشرقية (بنغلاديش حاليًا) في حرب الاستقلال البنغلاديشية في عام 1971. عقد بوتو اجتماعًا لكبار العلماء والمهندسين في 20 يناير 1972 في مدينة ملتان، والذي عُرف فيما بعد باجتماع ملتان. كان بوتو المنظم الرئيسي لهذا البرنامج، وفي هذا المكان بالتحديد دبر بوتو أمر برنامج الأسلحة النووية وجمع علماء باكستان الأكاديميين لبناء قنبلة نووية في غضون ثلاث سنوات بدعوى الحفاظ على بقاء الوطن.
عين بوتو منير أحمد خان رئيسًا لهيئة الطاقة الذرية في نفس الاجتماع. كان خان يعمل في السابق مديرًا في قسم الطاقة النووية والمفاعلات التابع لالوكالة الدولية للطاقة الذرية في فيينا، النمسا. وفي ديسمبر 1972 قاد محمد عبد السلام مهمة إنشاء جمعية الفيزياء النظرية، وطلب من علماء هيئة الطاقة الذرية الدولية أن يدلوا بإفاداتهم إلى منير أحمد خان مباشرةً. كان هذا الحدث إيذانًا ببدء سعي باكستان وراء الحصول على قدرات الردع النووي. عقب الاختبار النووي الهندي المفاجئ الذي يُرمز له باسم «بوذا المبتسم» في عام 1974 (وهو يُعد أول اختبار نووي تقوم به دولة خارج الأعضاء الدائمين الخمسة في مجلس الأمن التابع للأمم المتحدة)، حظى هدف تطوير الأسلحة النووية في باكستان بزخم هائل.
نجحت باكستان أخيرًا في تفجير خمسة أسلحة نووية في 28 مايو 1998  في تلال رأس كوه الواقعة في مقاطعة جاغي، بلوشستان، وذلك بعد بضعة أسابيع من اختبار الأسلحة النووية الثاني في الهند (عملية شاتكي). أطلقت باكستان على هذه العملية اسم «جاغي 1». بُنيت أنفاق الحديد الصلب تحت الأرض منذ زمن طويل على يد مسؤول الأحكام العرفية في إقليم بلوشستان، الفريق رحيم الدين خان في العقد 1980. وقعت آخر تجربة نووية نَفَّذَتها باكستان في صحراء خاران الرملية في بلوشستان، في 30 مايو 1998، ويُرمز إليها باسم «[[«جاغي 2». تقع أماكن إنتاج المادة الانشطارية في باكستان في كلٍ من نيلور، وكهوتة، والمجمع الصناعي النووي في مقاطعة خوشاب حيث تنتج باكستان بلوتونيوم صالحًا لصنع الأسلحة. وبذلك تكون باكستان سابع دولة في العالم تنجح في تطوير واختبار الأسلحة النووية. على الرغم من ذلك ذكر عبد القدير في خطاب موجه للفريق محمد ضياء الحق أن مختبرات أبحاث خان قد نجحت بالفعل في تخصيب اليورانيوم وصناعة قنبلة نووية من اليورانيوم المخصب في عام 1984.

تمثلت بدايات البرنامج النووي الباكستاني في إنشاء اللجنة الباكستانية للبحث الفضائي والجوي «سيوباركو» (SUPARCO). في العام 1961 والتي بدأت في العام 1962 في اختبار اطلاق صواريخ في المحيط الهندي. وفي عام 1962 وافقت الولايات المتحدة الأمريكية على تزويد باكستان بمفاعل أبحاث صغير من نوع الماء الخفيف قدرته 5 ميغاواط والذي بدأ تشغيله عام 1965 الذي شهد أيضًا الشروع في البحث النووي في مدينة راولبندي وفي العام 1968 رفضت باكستان التوقيع على معاهدة عدم انتشار الأسلحة النووية (NPT) وطوّرت سيوباركو في العام 1970 قدراتها من أجل إنشاء مركبات صاروخية.

وأعلن رئيس الوزراء الباكستاني ذو الفقار علي بوتو في العام 1974 عن عزم بلاده تطوير السلاح النووي  بعد أول تفجير نووي هندي وعلى الرغم من البدايات المتقدمة للبرنامج النووي الباكستاني، وعلى الرغم من الخوف الباكستاني من طموحات الهند في هذا المجال الذي ترجمه تصريح الرئيس ذو الفقار علي بوتو عام 1965، والذي تولى دعم البرنامج النووي الباكستاني للحصول على القنبلة الذرية بقوله: 
 على الرغم من كل ذلك تُعتبر باكستان متأخرة بسنوات عن البرنامج النووي الهندي، حيث مثلت تجربة القنبلة النووية الهندية عام 1974 صدمة عنيفة للقادة الباكستانيين الذين فتحوا المجال للعلماء بسرعة التحرك لسد الثغرة التي أحدثتها التجربة الهندية. وقامت كندا في عام 1972 بتزويد باكستان بمفاعل من نوع الماء الثقيل مع منشأة لإنتاج الماء الثقيل، وقد قام العلماء الباكستانيون بعد ذلك بزيادة قدرة هذا المفاعل إلى 50 ميغاواط، وحاولت باكستان الحصول على الأسلحة النووية عن طريقين، الأول: الحصول على البلوتونيوم من مفاعل الأبحاث بعد فصله، والثاني: إشباع اليورانيوم. والطريق الأول كان هو المرشح، حيث يتوفر لديهم المفاعل، وكان عليهم استخراج اليورانيوم وفصله بطريقة خاصة بمساعدة الفرنسيين الذين وقَّعوا اتفاقًا مع باكستان لإنشاء مصنع لتوضيب وقود البلوتونيوم عام 1974، إلا أن المشروع لم يسر بالطريقة المطلوبة وانسحب الفرنسيون بسبب الضغوط الأمريكية، وفي العام نفسه بدأ الحظر الغربي للتكنولوجيا النووية على باكستان وممارسة الضغوط من أجل إيقاف برنامجها النووي وفي العام 1976 أُسند إلى العالم عبد القدير خان إنشاء هيئة الأبحاث النووية المعروفة باسم «معهد الأبحاث الهندسية» في كاهوتا في باكستان، وكان الهدف من إنشاء هذا المعهد هو تخصيب اليورانيوم، وخلال مدة ست سنوات استطاع الوصول إلى أهدافه.

## البنية التحتية

### اليورانيوم
تعتمد البنية التحتية لتخصيب اليورانيوم في باكستان على أجهزة الطرد المركزي لإنتاج يورانيوم عالي الخصوبة في مختبرات أبحاث خان في كهوتة. جابهت باكستان برنامج الهند النووي عام 1974 (بوذا المبتسم) بإطلاق برنامج اليورانيوم الذي يُرمز إليه باسم «مشروع 706» على يد منير خان برعاية هيئة الطاقة الذرية. قام الدكتور خليل قريشي، عالم الفيزياء الكيميائية، بمعظم الحسابات الرياضية بصفته عضوًا في قسم اليورانيوم في هيئة الطاقة الذرية، وذلك بناءً على الأبحاث التي أجراها عن عدة طرق لتخصيب اليورانيوم مثل تقنيات الانتشار الغازي، والفوهة النفاثة، وفصل النظائر الجزيئية بالليزر، فضلًا عن الطرد المركزي. انضم عبد القدير خان إلى البرنامج بصفة رسمية في عام 1976 وجلب معه تصاميم أجهزة الطرد المركزي التي أتقنها أثناء عمله في شركة الوقود النووي الهولندية، يورنكو، بصفته كبير العلماء. وفي وقت لاحق في ذات العام فصلت الحكومة الباكستانية مشروع الأسلحة النووية عن هيئة الطاقة الذرية، ونقلته إلى مختبرات الأبحاث الهندسية حيث صار عبد القدير كبير العلماء. نظم عبد القدير عصابة توريد للحصول على المعدات والمواد اللازمة لإتمام البرنامج. وُردت الأجهزة والمواد الإلكترونية (أشباه الموصلات) من إنجلترا إلى باكستان عن طريق ضابطي اتصالات يعملان في خدمة مندوب باكستان السامي في لندن، ومندوب بون في ألمانيا. وفي العقد 1970 أشرف اللواء سيد علي نواب -مهندس عسكري وضابط اتصالات تقني سابق- سرًا على عمليات مختبرات أبحاث خان مثل توريد الإلكترونيات التي صُنفت باعتبارها «بنودًا شائعة». وُظفت نفس العصابة بصفة غير مشروعة بعد عدة عقود لتوريد التقنيات العسكرية إلى ليبيا (تحت حكم معمر القذافي) وإيران وكوريا الشمالية في أواخر العقد 1980 والعقد 1990. ورغم كل تلك الجهود يُقال إن مختبرات أبحاث خان تكبدت عدة إخفاقات قبل تدخل هيئة الطاقة الذرية بالمساعدة التقنية، ولكن عبد القدير أنكر تلك الرواية وعاتب هيئة الطاقة الذرية زاعمًا أنها تحاول نسب الفضل إليها في نجاح مختبرات خان، وأنها عرقلت تقدم مختبرات خان بعد فصل البرنامجين عن بعضهما عام 1976. على أي حال تمكنت مختبرات خان من تخصيب اليورانيوم بدرجة معتدلة بحلول عام 1978، وانتهت بالفعل من تجهيز قنبلة اليورانيوم عالي الخصوبة بحلول عام 1984. على الجانب الآخر لم تتمكن هيئة الطاقة الذرية من تخصيب اليورانيوم على الإطلاق أو إنتاج مادة انشطارية صالحة لصنع الأسلحة حتى عام 1998.
واجه برنامج الأسلحة النووية عدة صعوبات وتحديات حالت بينه وبين رفع مستوى إنتاج المادة الانشطارية إلى المستوى الصناعي الذي يصلح لصناعة الأسلحة النووية لزمن طويل. فقد اتضح أن إنتاج اليورانيوم عالي الخصوبة مهمة أصعب وأكثر تحديًا من استخراج البلوتونيوم. حاولت باكستان استخدام اليورانيوم عالي الخصوبة في تطوير قنابل انشطارية من نوع الانضغاط الداخلي على عكس البلدان النووية الأخرى. لم يكن لدى باكستان معرفة كافية بأجهزة الطرد المركزي في ذلك الوقت، ولم يدرك العالم حينها مدى فائدة المادة الانشطارية المكونة من اليورانيوم عالي الخصوبة في صناعة الأسلحة النووية، إذ كانت تستخدم في تطبيقات الطاقة النووية فقط. علّق تسنيم شاه -عالم الرياضيات الذي عمل مع عبد القدير- عن الصعوبات التي واجهها البرنامج قائلًا: «بإمكاننا وصف المشكلة الهيدروديناميكية في جهاز الطرد المركزي بعبارات بسيطة، ولكننا نواجه صعوبة بالغة في وصفها وصفًا دقيقًا من جهة، وفي تعيين أبعادها بدقة إس عشري واحد من جهة أخرى». شكك العديد من زملاء خان في جدوى تخصيب اليورانيوم في ذلك الوقت على الرغم من دعم خان لتلك الفكرة بشدة. استذكر أحد العلماء العاملين على المشروع ذكريات عمله قائلًا: «لم يلجأ أي أحد في العالم إلى طريقة الطرد المركزي لإنتاج مادة انشطارية صالحة لصنع الأسلحة... ظننت حينها أن ذلك لن يجدي نفعًا وأن عبد القدير يضيع وقته». لم يقتنع أقران عبد القدير بجدوى ما يفعله، ورغم ذلك استمر هو بشراسة في أبحاثه، وتمكن من تحقيق أهداف البرنامج بالفعل في أقصر وقت ممكن. أشاد رجال السياسة في باكستان ودوائر العلوم العسكرية بعبد القدير جزاءً لجهوده، وصار يُلقب بـ «مخترع قنبلة اليورانيوم». وفي 28 مايو 1998 استخدم اليورانيوم عالي الخصوبة الذي أنتجته مختبرات خان في إجراء تفاعل نووي متسلسل، ما أدى إلى نجاح عملية تفجير الأسلحة الانشطارية المعززة كجزء من التجربة العلمية التي يُرمز لها باسم «جاغي 1».

## وكالات تطوير الأسلحة
اللجنة الوطنية للهندسة والعلوم الباكستانية (NESCOM)
- مجمع التنمية الوطنية (NDC)، إسلام آباد
- منظمة إدارة المشاريع (PMO)، خانبور
- مجمع الأسلحة الجوية (AWC)، حسن عبدال
- المركز الوطني الباكستاني لعلوم الفيزياء (NCP)، إسلام آباد
- مجمع التقنيات البحرية (MTC)، كراتشي
- منظمة العلوم والتكنولوجيا الدفاعية (DESTO)، تشاتار

وزارة الإنتاج الدفاعي
- مصانع الذخائر الباكستانية (POF)، واه
- مجمع الطيران الباكستاني (PAC)، كامرا

لجنة الطاقة الذرية الباكستانية
- مديرية التطوير الفني
- مديرية المعدات الفنية
- مديرية المشتريات الفنية
- مديرية خدمات العلوم والهندسة

وزارة الصناعة والإنتاج
- شركة الهندسة الحكومية (SEC)
- شركة المجمع الميكانيكي الثقيل المحدودة (HMC)
- شركة مصانع الصلب الباكستانية المحدودة، كراتشي.
- مصنع باكستان لأدوات الآلات